# Die junge Sünderin
Die junge Sünderin ist ein deutscher Spielfilm von Rudolf Jugert aus dem Jahr 1960.

## Handlung
Während des Zweiten Weltkriegs kommen im selben Haus zwei Mädchen zur Welt: Der wohlhabende Werner Ortmann wird Vater von Carola. In der Kellerwohnung bringt Anna Reck ihr zweites Kind, die kleine Eva, zur Welt, kurz nachdem ihr Mann an die Front einberufen wurde. Drei Jahre später feiern die Mädchen gemeinsam Geburtstag bei den Ortmanns und die Familie erfährt, dass Vater Reck an der Front gefallen ist. Weitere fünf Jahre später ist Frieden. Witwe Anna Reck und ihre beiden Kinder Eva und Ludwig sind mit den Ortmanns gemeinsam aufs Dorf geflohen, wo sie bis Kriegsende blieben. Die Töchter sind beste Freundinnen und so bietet Marthe Ortmann Anna an, mit ihrer Familie wie sie auch nach Berlin zu ziehen.
Jahre vergehen und Eva und Carola sind zwei Teenager geworden, wobei in der Zwischenzeit Carolas Mutter verstorben ist. Eva und Carola verbringen ihre Ferien im Landschulheim Dennerheide, wo Carola gerade ihren ersten Liebeskummer zu überwinden versucht. Der junge Horst hat mit ihr Schluss gemacht und nutzt eine Gelegenheit, um Eva zu bedrängen. Die wehrt sich und wird am Ende öffentlich von Horst der Flirterei bezichtigt. Weil Carola ihren Unschuldsbeteuerungen nicht glaubt, packt Eva ihre Sachen. Wegen ihres vermeintlichen Betragens wird Eva zudem von der Schule gewiesen und ist zu stolz zurückzukehren, als ihre Unschuld aufgedeckt wird. Sie beginnt in Berlin als Stenotypistin zu arbeiten, wird jedoch nicht befördert, als sie ihrem Chef ein gemeinsames Wochenende verweigert. Nach einer Versöhnung mit Carola feiern beide junge Frauen gemeinsam ihren 19. Geburtstag. Nicht nur Werner Ortmann ist von der jungen, schönen Eva angetan, sondern auch zahlreiche Geburtstagsgäste, die Eva jedoch auf Distanz hält. Sie lernt den Millionär Alfred Schott kennen, der sich ihr nicht vorstellt, jedoch charmant ist. Carola gesteht Eva, dass sie im Astronomen Robert einen heimlichen Geliebten hat, den sie jedoch nicht heiraten kann, weil er noch studiert. Sie bietet Eva zudem an, in ihre Villa zu ziehen und während einer geplanten einjährigen Ausbildung zur Dolmetscherin im Fremdenzimmer zu wohnen. Erfreut nimmt Eva das Angebot an.
Am Tag ihres Einzugs lernt Eva die neue Freundin und Verlobte Werners, Isa Sensbach, kennen. Die vermutet in Eva schon bald eine Konkurrentin, da Werner immer mehr Zeit mit Eva verbringt. Beide sind durch ihre gemeinsame Zeit vertraut und duzen sich aus Gewohnheit. Bald glaubt Eva, dass Werner sie liebt, und schmiedet bereits Hochzeitspläne. Isa reist eifersüchtig nach Florenz ab. Umso enttäuschter ist Eva, als Werner ihr eines Tages eine vollständig möblierte Wohnung präsentiert, in die sie einziehen könne und in der sie beide sich zukünftig heimlich treffen können. Eva lässt Werner stehen, da sie nicht seine Geliebte sein will. Am Abend betrinkt sie sich heftig in einer Bar und wird zufällig von Alfred Schott gesehen, der sie nach Hause bringt. Er versorgt sie und ohrfeigt sie, als sie sich ihm zynisch für Geld anbietet. Am nächsten Tag entschuldigen sie sich beide beim anderen.
Werner und Carola reisen wegen eines Krankheitsfalls zu Verwandten. In der Zeit kommt eine Karte von Robert an, in der er seine Ankunft ankündigt. Eva holt ihn vom Bahnhof ab und beide verbringen den Tag gemeinsam. Am Ende küssen sie sich und Robert will Carola für Eva verlassen. Eva erkennt, dass sie Carola nicht ihren Freund ausspannen kann, und belügt Robert, dass sie einen reichen Verehrer habe, der ihr sogar eine Wohnung gekauft habe. Anschließend lässt sie sich von Alfred Schott in einen seiner Betriebe in Kanada schicken, da sie raus aus Berlin will. Einige Zeit später haben Werner Ortmann und Isa Sensbach geheiratet; Carola und Robert sind verlobt. Zu einer Feier kündigt sich Alfred Schott mit seiner Braut an, die er in Kanada geheiratet hat: Es ist Eva. Sie hat ihn jedoch zunächst trotz seines Geldes nicht heiraten wollen und so musste er ihr drei Anträge machen, bis sie zustimmte. Eva bekennt vor Robert, der inzwischen weiß, dass sie ihn belogen hatte, dass sie glücklich ist.

## Produktion
Die junge Sünderin wurde in Berlin sowie im Filmatelier Göttingen aufgenommen. Die Kostüme schuf Trude Ulrich, die Filmbauten stammen von Otto Pischinger und Hertha Hareiter. Herstellungsleiter des Films war Heinz Willeg. Toni Sandler singt im Film das Lied Es muss ja nicht gleich Liebe sein, während Sonja Michailowitsch mit dem Lied Die Lichter gehen aus zu hören ist.
Der Film erlebte am 28. Oktober 1960 im Stuttgarter Palast seine Premiere.

## Kritik
Der film-dienst bescheinigte dem Film eine „naiv-romantische Handlung“, die jedoch „völlig ernsthaft wie eine Zeitchronik (Krieg, Vertreibung, Wirtschaftswunder) ins Bild gesetzt“ sei. Da der Film stilistisch wie ein Zeitdokument aufgebaut sei, stilisiere er „Evas ‚Karriere‘ zum Wunschziel der gesamten (Frauen-)Generation dieser Zeit“, schrieb auch Cinema. „[O]hne Distanz oder gar Ironie“ werde im Film ein „Jungmädchentraum“ gezeigt, befand Der Spiegel anlässlich einer Fernsehaufführung des Films im Juli 1998.

## Auszeichnungen
Karin Baal gewann 1961 einen Bambi als Beste Nachwuchsdarstellerin.